# تحالف الوسط (فرنسا)
تحالف الوسط (بالفرنسية: Alliance centriste)‏ هو حزب سياسي وسطي فرنسي، تأسس في يونيو 2009 على يد جان أرثوس وهو عضو سابق في الاتحاد من أجل الديمقراطية الفرنسية وعضو حالي في البرلمان الأوروبي، يشغل أيضًا منصب رئيس لجنة الميزانيات.
يُنظر إلى الحزب على أنه خلف لحركة اجتماع الوسطيين [الإنجليزية] التي أسسها أرثوس، والتي كانت تهدف بشكل رئيسي إلى إعادة إنشاء الاتحاد من أجل الديمقراطية الفرنسية.

## المسؤولون المنتخبون
- أعضاء البرلمان الأوروبي: جان أرثوس
- النواب: تييري بونو، فيليب فوليو
- أعضاء مجلس الشيوخ: موجيت ديني، إيف ديتراين، فرانسواز فيرات، أدريان جيرو، جوزيف كيرجيريس، جان كلود ميرسون، آن ماري باييت، دانييل سولاج، فرانسوا زوشيتو.

بالإضافة إلى ذلك، يشغل جوزيف كيرجيريس منصب رئيس المجلس العام في موربيان، وتييري بونو هو مستشار عام في إيل وفيلان.